# Mali na Mistrzostwach Świata w Lekkoatletyce 2019
Mali na Mistrzostwach Świata w Lekkoatletyce 2019 – reprezentacja Mali podczas mistrzostw świata w Doha liczyła tylko jednego zawodnika, sprintera Fodé Sissoko.

## Skład reprezentacji

### Mężczyźni
| Zawodnik     | Konkurencja   | Eliminacje | Eliminacje | Półfinał | Półfinał | Finał | Finał   |
| Zawodnik     | Konkurencja   | Wynik      | Pozycja    | Wynik    | Pozycja  | Wynik | Pozycja |
| ------------ | ------------- | ---------- | ---------- | -------- | -------- | ----- | ------- |
| Fodé Sissoko | Bieg na 200 m | 21,30      | 45.        | DNQ      | DNQ      | DNQ   | DNQ     |